# Municipi de Bauska
El municipi de Bauska (en letó: Bauskas novads ) és un dels 110 municipis de Letònia, que es troba localitzat al sud del país bàltic, i que té com a capital la localitat de Bauska. El municipi va ser creat l'any 2009 després de la reorganització territorial.

## Ciutats i zones rurals
- Bauska (ciutat)
- Parròquia de Brunavas (zona rural)
- Parròquia de Ceraukstes (zona rural)
- Parròquia de Codes (zona rural)
- Parròquia de Davinu (zona rural)
- Parròquia de Gailišu (zona rural)
- Parròquia d'Īslīce (zona rural)
- Parròquia de Mežotnes (zona rural)
- Parròquia de Vecsaules (zona rural)

## Població i territori
La seva població està composta per un total de 28.421 persones (2009). La superfície del municipi té uns 784,9 kilòmetres quadrats, i la densitat poblacional és de 36,21 habitants per kilòmetre quadrat.